# Nguyễn Thị Hằng
Nguyễn Thị Hằng (sinh năm 1944) là đại biểu Quốc hội Việt Nam khóa XI thuộc đoàn đại biểu Hải Phòng. Bà từng giữ chức Bộ trưởng Bộ Lao động, Thương binh và Xã hội (từ 21/1/1998) và Nguyên Chủ tịch Hội Dạy nghề Việt Nam.